# Can Verdaguer (Barcelona)
Can Verdaguer és una masia del districte de Nou Barris de Barcelona, catalogada com a bé cultural d'interès local.

## Història
La finca havia tingut una gran extensió de terres de conreu que arribaven a l'avinguda Meridiana i fins al carrer de l'Escultor Ordoñez. També hi havia un bon sector amb plantacions de vinya.
El 2006 va ser adquirida per l'Ajuntament de Barcelona, que la va rehabilitar com a centre cívic, inaugurat el 2012. Durant les obres, es va destruir la terrassa porxada i un annex que hi havia a llevant, deixant a l'aire lliure l'antiga premsa.

## Descripció
És de planta basilical amb cobertes a quatre vessants, portal d'accés dovellat i diverses finestres, tant al primer pis com a les golfes. Té cossos annexes laterals per a guardar els carruatges i altres objectes agrícoles. Al damunt del magatzem hi ha un petit terrat. En entrar a la casa hi ha la tradicional gran sala i a mà dreta hi ha una cuina amb rajoles de ceràmica. Encara es guarda el cup del vi i altres objectes de la pagesia. Darrere de la casa hi ha un pati, que havia estat un jardí amb un gran pi i una bassa d'aigua pròpia.